# Umarga
Umarga es una ciudad y  municipio situada en el distrito de Osmanabad en el estado de Maharashtra (India). Su población es de 35477 habitantes (2011). Se encuentra a 95 km de Osmanabad.

## Demografía
Según el censo de 2011 la población de Umarga era de 35477 habitantes, de los cuales 18141 eran hombres y 17336 eran mujeres. Umarga tiene una tasa media de alfabetización del 84,41%, superior a la media estatal del 82,34%: la alfabetización masculina es del 90,38%, y la alfabetización femenina del 78,25%.